# John Arthur Jarvis
Pour les articles homonymes, voir John Jarvis (homonymie).
John Arthur Jarvis, né le 24 février 1872 à Leicester et mort le 9 mai 1933 à Londres, est un nageur britannique, plusieurs fois champion olympique.

## Biographie
Jarvis vit à Leicester et y travaille comme peintre en bâtiment. Il est membre du Leicester Swimming Club. Il dispose d'un talent exceptionnel en tant que nageur. Bien que spécialiste des courses sur longues distances, cela ne l'empêche pas de faire également du plongeon et du water polo avec succès. De plus, il essaie toujours d'améliorer le style de nage et est engagé comme sauveteur.

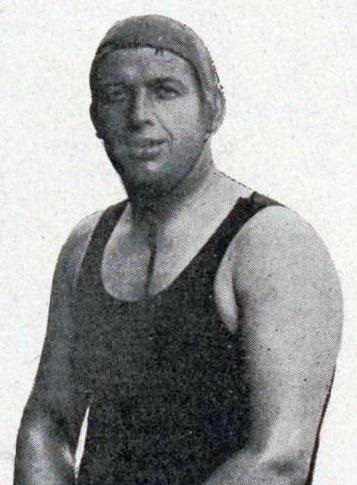
John Arthur Jarvis, aux Jeux olympiques de 1900.

Aux Jeux olympiques de 1900 à Paris, il devient champion sur 1 000 m et 4 000 m nage libre. Jarvis est également annoncé comme membre de l'équipe britannique de water-polo qui remporta le titre. Ce n'est pas certain qu'il ait effectivement participé à cette compétition, d'autant qu'il n'était pas membre du club participant, l'Osborne Swimming Club Manchester. Dans la liste officielle des vainqueurs du CIO, il n'est d'ailleurs pas répertorié comme médaillé du water polo, mais uniquement comme vainqueur de ses deux titres en natation.
Jarvis préfère aux Jeux la nage sur le côté. Deux ans plus tard, il développe avec le nageur professionnel Joey Nuttall un mouvement de jambe spécifique, le Jarvis-Nuttall-Kick. Avec ce style, il remporte le Kaiserpreis à Berlin en 1902. Il n'est pas autorisé à ramener ce trophée en Angleterre mais en obtient une photo à la place.
Les coûts de voyage vers Saint-Louis où ont lieu les Jeux olympiques de 1904 sont très élevés et sont une raison pour laquelle la Grande-Bretagne n'envoie que trois athlètes à ces Jeux. Jarvis fait toujours partie des meilleurs nageurs du monde et aurait sans doute eu de grandes chances de médailles s'il avait pu participer.
Il est par contre présent aux Jeux olympiques intercalaires de 1906 à Athènes. Il se classe deuxième de la course sur le mile derrière son compatriote Henry Taylor et troisième sur 400 m. Avec l'équipe britannique, il termine encore troisième sur le relais 4 × 250 m.
Jarvis remporte durant sa carrière 108 championnats, bon nombre d'entre eux portant le nom de championnat du monde, mais il s'agit de compétitions régies par différentes organisations qui ne correspondent pas aux titres officiels connus de nos jours. Il remporte 28 titres britanniques dont un, en 1904, en plongeon. Il détient de nombreux records du monde même si, à cette époque, ceux ne sont pas officiels. Jarvis offre également des performances plus fantasques, il remporte ainsi en 1904 les championnats nationaux de plongeon « en longueur » avec 22,98 m. Dans cette discipline, il s'agit, après un saut de l'ange, de rester longtemps sans mouvement sous l'eau. Après une minute ou une sortie de l'eau prématurée, la distance est mesurée. Cette discipline très populaire en son temps, qui est même au programme des Jeux olympiques de 1904, ne connaît pas de reconnaissance officielle de la part du CIO.
Après s'être retiré du sport, il est nommé théoricien et il reçoit le titre de professeur. En 1902 déjà, il s'est penché sur la théorie des différents styles de nage dans son livre The Art of Swimming. Il participe activement à la formation de sauvetage. Même à l'étranger, à l'occasion de compétition de natation, il en profite pour enseigner différentes techniques de sauvetages.
En 1912, il est accusé d'avoir aidé sa jeune maîtresse à avorter. Il perd tous ses emplois et la fédération britannique, l'Amateur Swimming Association, le raye de ses tablettes, effaçant tous ses titres et records. Il s'enfonce dans la pauvreté et meurt dans la misère dans le quartier londonien de St Pancras.
En 1968, Jarvis est intronisé dans le International Swimming Hall of Fame.

## Palmarès

### Jeux olympiques
- Jeux olympiques de 1900 à Paris (France)
  -  Médaille d'or sur 1 000 m nage libre
  -  Médaille d'or sur 4 000 m nage libre
  -  Médaille d'or de water-polo
- Jeux olympiques intercalaires de 1906 à Athènes (Grèce)
  -  Médaille de bronze sur 400 m nage libre
  -  Médaille d'argent sur le mile nage libre
  -  Médaille de bronze en relais 4 × 250 m nage libre

### Sources
- (de) Cet article est partiellement ou en totalité issu de l’article de Wikipédia en allemand intitulé « John Arthur Jarvis » (voir la liste des auteurs).
- (en) Jean Williams, « The Most Important Photograph in the History of Women's Olympic Participation: Jennie Fletcher and the British 4×100 Freestyle relay team at the Stockholm 1912 Games », Sport in History, vol. 32, no 2,‎ juin 2012, p. 204-230 (DOI 10.1080/17460263.2012.681351).